# Stadsmissionen
Stadsmissionen är flera organisationer som bedriver välgörenhet på kristen grund. Rörelsen uppstod i Glasgow 1826 och finns numera över större delen av världen. I Sverige finns det stadsmissioner i flera städer som organiseras i riksorganisationen Sveriges Stadsmissioner.

## Historia
Den första stadsmissionen var Glasgow City Mission som grundades 1826 av David Nasmith i Glasgow, Skottland. David Nasmith fortsatte sedan med att grunda stadsmissioner i flera olika städer i Storbritannien, London City Mission grundades 1835. Stadsmissionens mål var att hjälpa och frälsa stadens fattiga. De började först med hembesök men utökade sedan verksamheten och öppnade skolor, började med nykterhetsverksamhet och ge behövande husrum, mat och medicinsk vård.
Idén med stadsmissioner spreds till flera andra länder. David Nasmith reste 1830 till USA där han besökte olika städer och samhällen och grundade 31 stadsmissioner. Stadsmissioner bildades tidigt även i flera europeiska länder, till exempel Frankrike, Nederländerna, de Skandinaviska länderna och Polen.
1974 hölls den första konferensen inom European Association of Urban Missions (EAUM) i Schweiz.
I Sverige grundades stadsmissioner 1853 i Stockholm, 1916 i Malmö (heter numera Skåne stadsmission), 1952 i Göteborg, 1972 i Linköping, 1998 i Kalmar, 2008 i Västerås, 2011 i Uppsala och 2015 i Örebro. (I flera fall har grenar av verksamheten funnits längre, men inte samlade under namnet stadsmission.) Riksföreningen Sveriges Stadsmissioner bildades 2008.

## Stadsmissioner i Sverige
- Sveriges Stadsmissioner – en riksorganisation för svenska stadsmissioner
- Eskilstuna stadsmission
- Göteborgs kyrkliga stadsmission
- Kalmars stadsmission
- Linköpings stadsmission
- Skåne stadsmission
- Stockholms stadsmission
- Umeå stadsmission
- Uppsala stadsmission
- Västerås stadsmission
- Örebro stadsmission